# Савиново (Зональний район)
Са́виново (рос. Савиново) — село у складі Зонального району Алтайського краю, Росія. Входить до складу Соколовської сільської ради.
Стара назва — Савинське.

## Населення
Населення — 485 осіб (2010; 479 у 2002).
Національний склад (станом на 2002 рік):
- росіяни — 85 %